# Lo Tossal (Almenar)
Lo Tossal és una muntanya de 259 metres que es troba al municipi d'Almenar, a la comarca catalana del Segrià.